# Наша школа
Наша школа (фр. L'école est à nous) — французький фільм режисера Александра Кастаньєтті, випущений у 2022 році.

## Cюжет
Колеж охопив загальний страйк. Поки більшість вчителів відсутні, деякі з них намагаються підтримувати роботу школи. Віржіні Тевено, новопризначена вчителька математики, користується ситуацією, щоб спробувати новий експеримент з невеликою групою учнів. За допомогою Усмана, вчителя технологій, вона хотіла дозволити учням робити те, що вони хочуть! Ця ідея спричинить невеличку революцію і переверне життя всіх у школі з ніг на голову.

## Акторський склад
Якщо не вказано інше, інформація в цьому розділі може бути підтверджена базою даних Allociné.
- Сара Суко: Вірджинія
- Жан-П'єр Дарруссен: Даніель
- Усама Хеддам: Усман
- Ні Біле: Бінту
- Софія Бендра: Маліка
- Лілі Аупетіт: Емілі
- Джеремі Гаврилович: Хосе
- Олександр Спектор: Оскар
- Габен Жуйеро: Джонатан
- Райан Хеліф: Кевін
- Естель Луо: Шанталь
- Констанс Долле: Джудіт
- Сесіль Реббоа: Магалі
- Янік Чойрат: Тьєррі
- Яннік Реньє: батько Емілі
- Віктор Ле Февр: Енцо
- Джеральд Ларош: Пан Кастеллі
- Мехді Удан: Раян

## Виробництво
Сценарій був розроблений після дискусії між режисером-сценаристом Александром Кастаньєтті та Бріджит Маккіоні, президентом UGC, про поняття утопії в кіно як засобу зміни суспільства. Тема освіти виникла дуже швидко. Александр Кастаньєтті продовжив розробку сценарію з Беатріс Фурнера, з якою він був співавтором «Тамари 2», користуючись порадами Франсуа Таддея, дослідника, що спеціалізується на освіті. Режисер також поспілкувався з кількома вчителями, зокрема з власною матір'ю, і черпав натхнення в таких книгах, як «Вільно вчитися» Пітера Грея та «Невіглас» Жака Рансьєра.
Зйомки відбуваються влітку 2021 року в коледжі-середній школі Анрі-Бергсона в 19 окрузі Парижа,.

## Сприйняття

### Критичні відгуки
На сайті AlloCiné, де наведено 15 рецензій у пресі, фільм отримав середню оцінку 2,9⁄5, причому преса загалом прихильна до нього.
Рецензія у 20 Minutes: "режисер «Тамари» підтверджує, що він знає, як вловити і передати живу силу молодості. Le Monde: «Цю діалектику ідеалізму і реалізму, зачарування і розчарування, комедії та драми, успадковану від Франка Капри, талановито передає Александр Кастанетті».
Семюель Дуер в Télérama: «перший повнометражний фільм Александра Кастаньєтті є найкращим у своєму класі завдяки якості діалогів, персонажам, які здебільшого виходять за рамки кліше, та рішуче позитивному баченню освіти, не впадаючи при цьому в ангелізм».
Серед найбільш негативних відгуків можна назвати Première: «Солідно виконана і добре поставлена, L'école est à nous втрачає частину свого впливу, однак, через те, що вона занадто переповнена добрими намірами». Регіональна щоденна газета La Voix du Nord: "Похвальна пропозиція, але несподівана і непереконлива демонстрація. «Похвальна пропозиція, але несподівана і непереконлива демонстрація».

### Каса
У перший день прокату у Франції на «L'école est à nous» було продано 22 269 квитків, включаючи 5 040 допрем'єрних показів, на 318 екранах, що дозволило їй посісти четверте місце в бокс-офісі нових фільмів, поступившись «Змові Каїра» (26 690) і випередивши «Мою уявну країну» (1 712). Після першого тижня прокату на фільм було продано 112 901 квитків.